# Sarah Sutherland
Sarah Jude Sutherland (Los Angeles, 18 febbraio 1988) è un'attrice statunitense.

## Biografia
Sarah Sutherland è figlia di Kiefer Sutherland e Camelia Kath, nipote di Donald Sutherland e pro-pronipote di Tommy Douglas. Ha studiato teatro e recitazione alla New York University. È nota soprattutto per aver interpretato Catherine Meyer nella pluripremiata serie televisiva Veep - Vicepresidente incompetente, per cui ha vinto il Screen Actors Guild Award per il miglior cast in una serie commedia nel 2017.

## Filmografia

### Cinema
- Chronic, regia di Michel Franco (2015)
- What They Had, regia di Elizabeth Chomko (2018)
- The Kid Detective, regia di Evan Morgan (2020)

### Televisione
- Veep - Vicepresidente incompetente - serie TV, 43 episodi (2012-2019)
- The Newsroom - serie TV, 1 episodio (2014)
- Tim & Eric's Bedtime Stories - serie TV, 1 episodio (2017)

## Doppiatrici italiane
- Eva Padoan in Veep - Vicepresidente incompetente